# Neolissochilus nigrovittatus
 Neolissochilus nigrovittatus és una espècie de peix cipriniforme de la família dels ciprínids.

## Morfologia
Els mascles poden assolir els 13 cm de longitud total.

## Distribució geogràfica
Es troba a Myanmar i Tailàndia.